# Lokomotiva V 100 (DR)
V 100 (od roku 1970 řada 110) DR je označení čtyřnápravové podvozkové dieselhydraulické lokomotivy Německých říšských drah určené pro středně těžkou traťovou službu.

## Vznik a vývoj

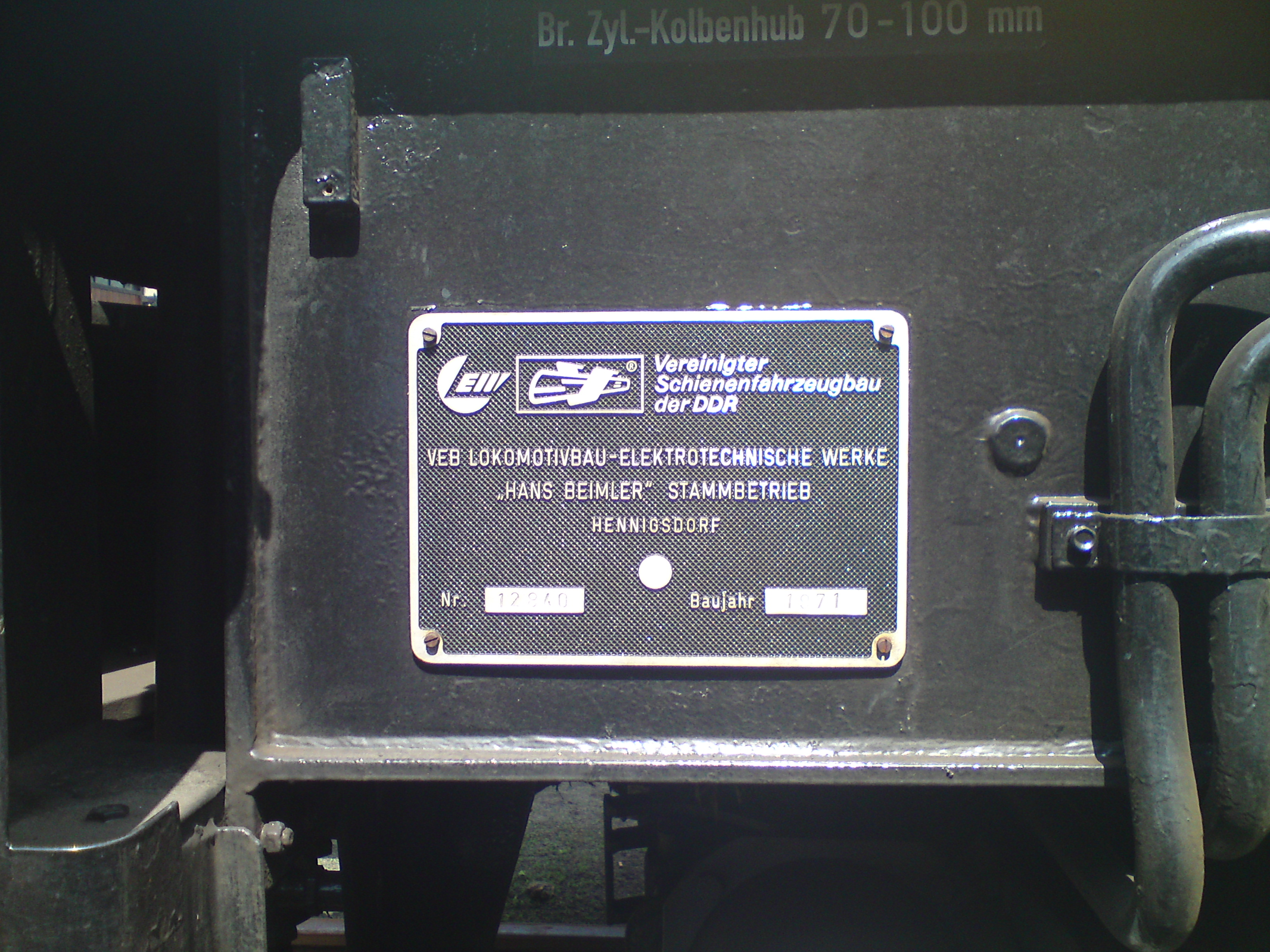
Výrobní štítek lokomotivy řady V 100

V polovině 50. let 20. století vyhlásily Německé říšské dráhy program náhrady parní trakce motorovými lokomotivami. Tento program obsahoval několik typů motorových lokomotiv, které se měly v příštích letech vyrábět v Německé demokratické republice - řady V 15, V 60, V 180 a V 240. V něm ovšem chyběla lokomotiva s výkonem kolem 1000 PS pro lehké a středně těžké osobní a nákladní vlaky, případně pro těžký posun, která by nahradila parní lokomotivy řad 38, 55, 57, 78 a 93. Předpokládalo se, že tuto mezeru zaplní lokomotiva na bázi řady TGM3 SŽD importovaná ze Sovětského svazu. Když vyšlo najevo, že Sovětský svaz není schopen takové lokomotivy dodávat, začal v roce 1963 vlastní vývoj lokomotivy této výkonové kategorie s maximálním využití součástí řady V 180.
Výsledkem se stala čtyřnápravová podvozková kapotová lokomotiva s věžovým stanovištěm uprostřed, s hydrodynamickým přenosem výkonu vyvinutá lokomotivkou VEB Lokomotivbau »Karl Marx« (LKM) v Babelsbergu. První prototyp z roku 1964 s modrým nátěrem měl motor o výkonu 900 PS, shodný s řadou V 180, druhý z roku 1965 s červeným nátěrem již dostal motor 12 KVD 18/21 A-3 o výkonu 1000 PS z VEB Motorenwerk Johannisthal. Ani jeden z prototypů DR nepřevzaly, byly zničeny 19. 12. 1968 při velkém požáru železničních dílen Cottbus. Jejich čísla byla později nově obsazena. Poté, co bylo rozhodnuto, že sériová výroba bude probíhat v LEW Hennigsdorf, postavila v roce 1966 tato lokomotivka třetí prototyp – V 100 003.
V následujících letech nahradily V 100 téměř všechny středně výkonné parní lokomotivy bývalých zemských drah a byly nasazovány na všechny druhy vlaků na celém území Německé demokratické republiky. V roce 1978 byla dodána lokomotiva 110 896 – poslední stroj s motorem o výkonu 1000 PS.
Po spojení DB a DR se stala tato početná řada robustních a spolehlivých lokomotiv na německých kolejích nežádoucí. Při vyšších rychlostech měly sklony k nestabilnímu chodu, což bylo způsobeno vyjetými žlábky v jízdních plochách kol, na nově položených, přebroušených kolejích se zase kolébaly. Proto DB AG omezila maximální rychlost lokomotiv na 80 km/h, což následně vedlo k jejich rychlému vyřazování z důvodu omezení možnosti nasazení na hlavních tratích. Některé lokomotivy byly později z těchto důvodů dodatečně osazeny hydraulickými tlumiči sekundárního vypružení.
Celkem bylo v LEW Hennigsdorf v letech 1966 - 1983 vyrobeno 1143 strojů tohoto typu - 748 kusů řady V 100.1, 120 řady V 100.2, 86 řad V 100.4 a V 100.5, dále 190 lokomotiv odpovídajících řadám V 100.2 a V 100.3 bylo exportováno do Číny.

## Konstrukce

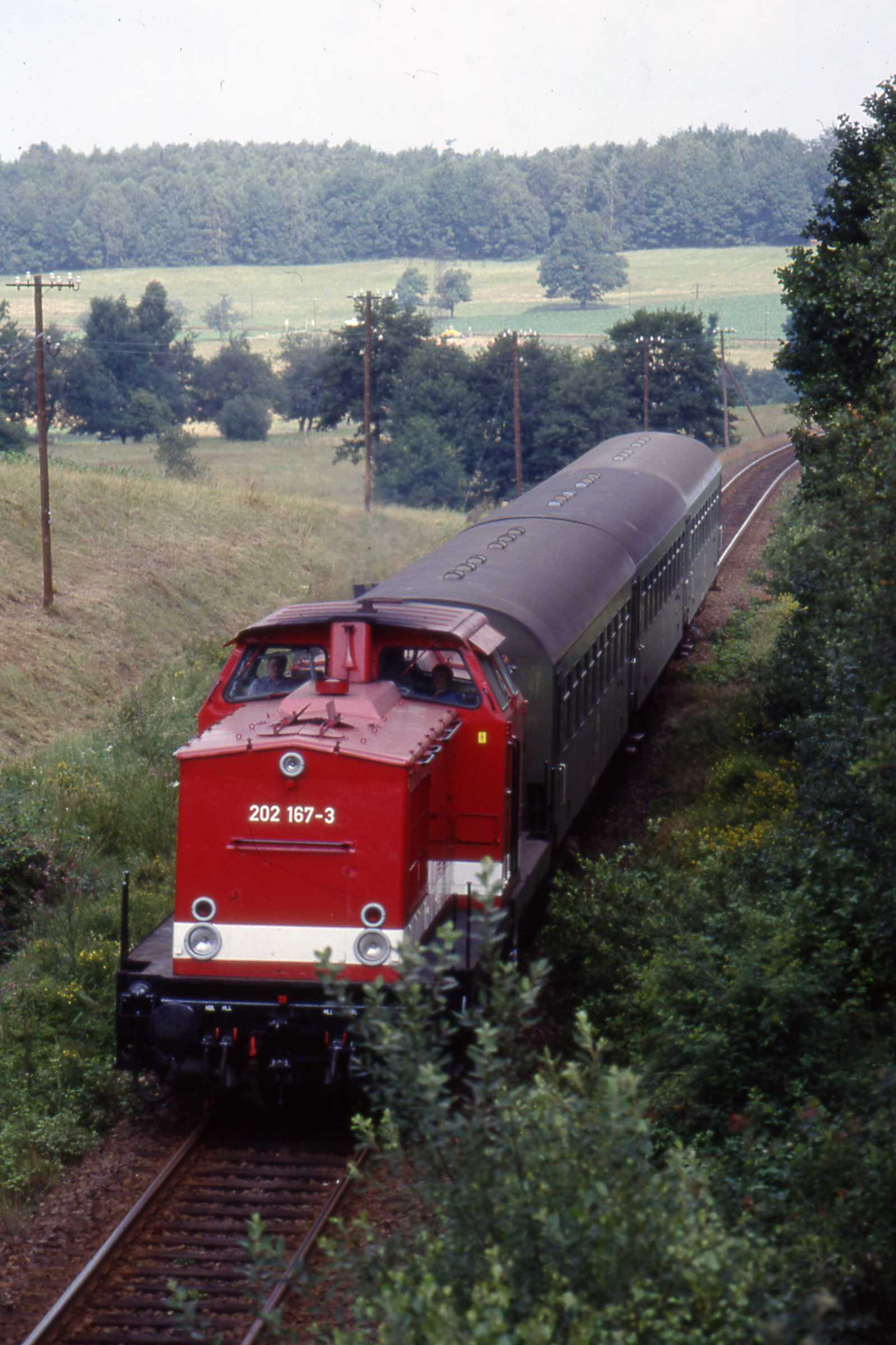
202 167-3 v srpnu 1992 u Neustadtu v Sasku

V 100 je kapotová dieselová lokomotiva s věžovým stanovištěm uprostřed. Hlavní rám je uložen na dvou dvounápravových podvozkách prostřednictvím vinutých pružin a plochých kluznic. Primární vypružení a zároveň vedení dvojkolí obstarávají pryžokovové prvky (Meggi). Pod přední kapotou je skryt naftový motor a chladicí soustava, zadní kapota obsahuje dynamostartér, generátor pro ventilátory, rozvaděč, kompresorové soustrojí, hlavní vzduchojem, baterie, vytápěcí kotel nebo předehřívací zařízení, případně balast, vlakový zabezpečovač a většinou i radiostanici.
V rámu lokomotivy pod stanovištěm strojvedoucího je umístěna tříměničová hydrodynamická převodovka s reverzací. První lokomotivy (V 1000-1) měly navíc i stupňovou převodovku (jízda-posun), ale protože se tyto lokomotivy pro posun prakticky nepoužívaly, od roku 1969 (V 1002) byla vypuštěna. Přes převodovku je prostřednictvím kloubových hřídelů rozveden hnací moment do nápravových převodovek. Pod stanovištěm jsou pod oběma podélníky rámu zavěšeny palivové nádrže.
Lokomotiva je schopna provozu v dvojité trakci, proto je původní regulace otáček naftového motoru elektromechanická. Kontrolérem je možné navolit šest jízdních stupňů, kterými se nastavuje elektrický regulátor otáček ovládající regulaci vstřikovacího čerpadla.
Maximální konstrukční rychlost lokomotivy je 100 km/h, u DB AG pak byla omezena na 80 km/h. K vytápění vozů slouží automatický nízkotlaký parní kotel v zadní kapotě. Napájecí voda se upravuje iontovou výměnou. Kotel byl původně řízen reléovou logikou (RELOG), v 70. letech se v rámci modernizace začala používat tranzistorová regulace (TRANSLOG). Všechna vozidla byla postupně předělána. Jelikož koncem 80. let se původní součástky staly prakticky nedostupnými, bylo nutné opět vytvořit náhradu. Aby se situace neopakovala, bylo náhradní řešení vytvořeno opět na základě reléové logiky.
Mnohé ze strojů vyřazených DB AG převzaly dílny Stendal (dnes Alstom). Lokomotivy jsou modernizovány dle přání zákazníků, ať už s původními nebo s novými motory a systémy řízení. Je nabízena i varianta úpravy pro rychlost 100 km/h, tyto stroje jsou pak označeny řadou 203.

## Varianty

### Řada 112 (202 DB AG)

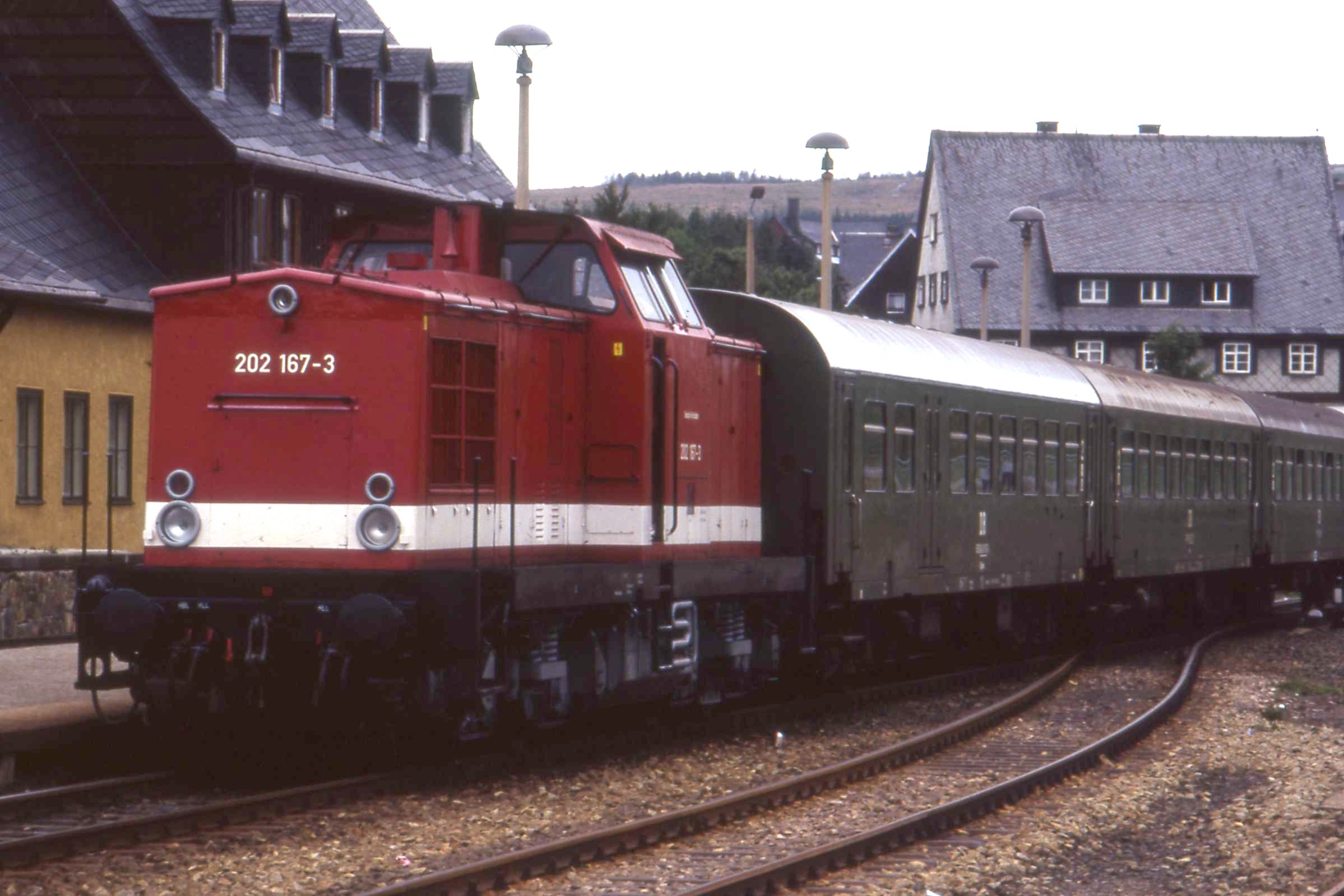
202 167 v srpnu 1992 v Altenbergu, Krušné hory

V roce 1972 byly tři lokomotivy ř. 110 zkušebně vybaveny motory o výkonu 1200 PS (883 kW). Zároveň byly provedeny úpravy hydrodynamické převodovky a dalších částí. Tato úprava se velmi osvědčila, a to i v rychlíkové vozbě. V letech 1981 – 1990 bylo v železničních opravnách Stendal takto zmodernizováno dalších 492 nebo 504 lokomotiv (údaje se liší). Na lokomotivy byly dosazovány motory typu 12  KVD  18/21 AL-4 a AL-5.

### Řady 114 a 115 (204 DB AG)

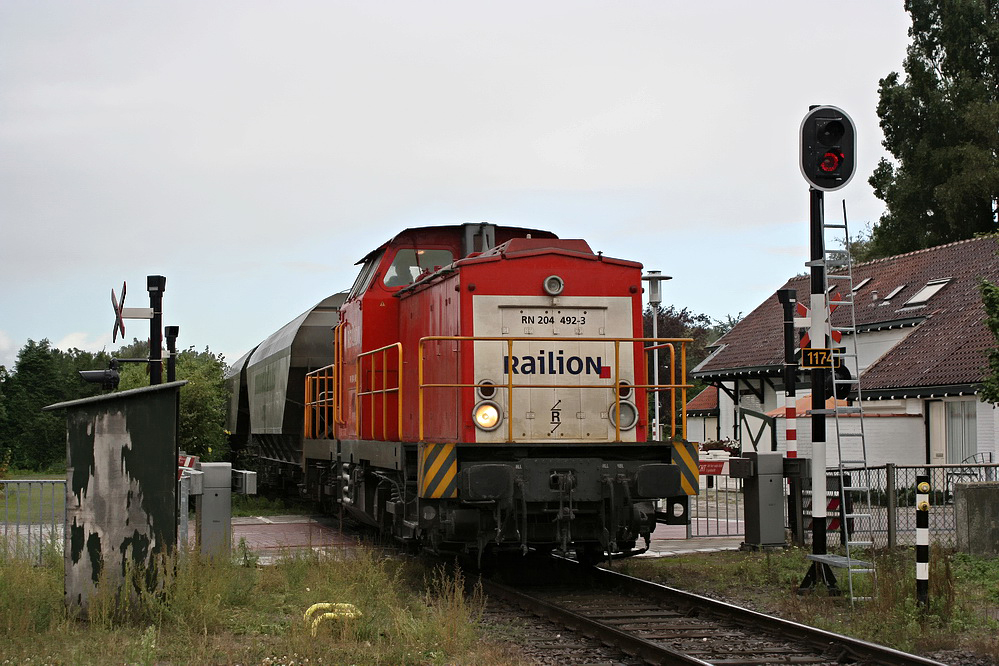
204 492 Railion NL v Sas van Gent

Vývoj tohoto typu lokomotivy byl završen řadou 114 (204) vzniklou použitím motoru 12 KVD  18/21-AL5 o výkonu 1400 PS (1029 kW), čemuž odpovídalo řadové označení 114 podle schématu DR. S dostupností vylepšené verze turbodmychadla mohl být výkon zvýšen až na 1500 PS (1100 kW), čímž vznikla řada 115. Jelikož dále byly používány pouze motory s výkonem 1500 PS, rozhodly se německé dráhy začlenit i tyto stroje pod řadu 114, řada 115 tak zmizela. Celkem bylo takto v Raw Stendal v letech 1983 – 1991 modernizováno 65 lokomotiv. Konec nasazení řady 204 v Německu nastal v roce 2001, některé z těchto strojů byly prodány dceřiným společnostem RAILION v Rumunsku a Bulharsku.
Lokomotivy 204 366, 399, 492, 616 a 626 jsou nasazovány společností Railion Nederland v nákladní dopravě v Holandsku. Lokomotiva MEG 103 (DB 204 774) je dlouhodobě zapůjčena spolku přátel parních lokomotiv v Salzwedelu a je deponována v bývalém depu Wittenberge.

### Řada 111 (298 DB)

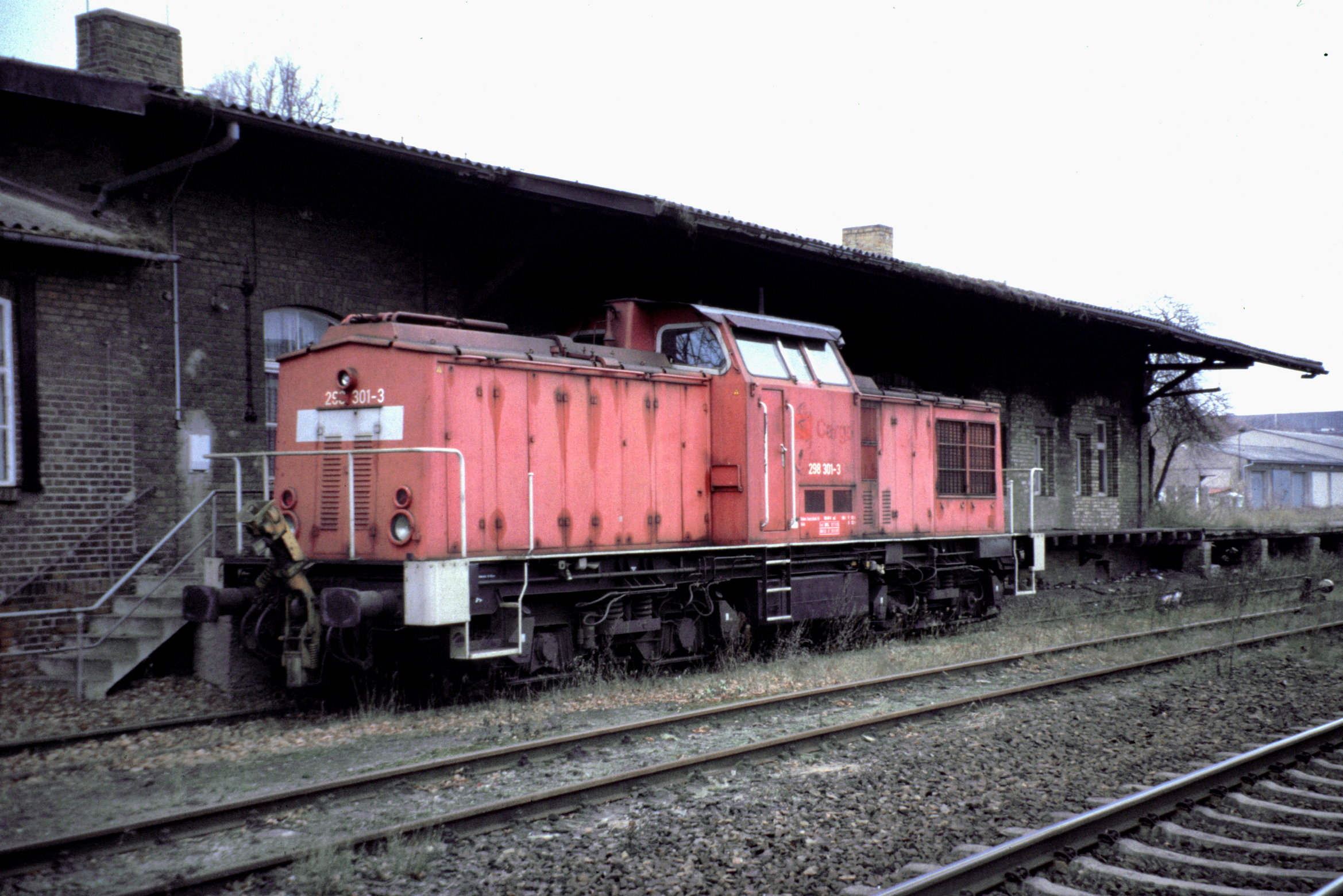
DB 298 301, dříve 111 001 v Niesky

Některé lokomotivy byly zcela přizpůsobeny posunové službě. Parní kotel byl odstraněn a nahrazen betonovým balastem, pro zvýšení tažné síly byly změněny převody, takže maximální rychlost byla omezena na 80 km/h resp. 65 km/h. Lokomotivy byly označeny řadou 111.

### Řada 108 (293 / 298 DB AG)
Na rozdíl od původní řady 110 jsou tyto lokomotivy vybaveny hydraulickou reverzační převodovkou se dvěma měniči pro jízdu vpřed a dvěma pro jízdu vzad. Toto uspořádání umožňuje i hydrodynamické brzdění. Pro optimalizaci spotřeby paliva jsou použity méně výkonné motory, byl odstraněn vytápěcí kotel a na jeho místo dosazen přídavný chladič a předehřívací agregát. Lokomotiva 108 161 dostala nové stanoviště strojvedoucího s pozměněnými vstupy, takže má i odlišný vzhled. V roce 1992 byly lokomotivy přeznačeny na řadu 293 a v letech 1996 – 1998 byly lokomotivy s dosazeným bezdrátovým ovládáním přeznačeny na řadu 298. Celkem bylo přestavěno 80 lokomotiv na řadu 293 a poté na řadu 298 kromě dvou, které byly mezitím prodány duryňským ocelárnám (Stahlwerk Thüringen) v Unterwellenbornu. Všechny přestavěné lokomotivy mají ovládání párem pák na každé straně pultu – pro jízdu vpřed a vzad, na místo původního ovládání otáček volantem. Některé lokomotivy určené pro posun na svážných pahrbcích byly vybaveny regulací rychlosti.
V roce 2005 dostaly čtyři lokomotivy nový motor Caterpillar o výkonu 773 kW. V roce 2007 bylo remotorizováno dalších 21 strojů, přičemž dostaly i nové hlavní kloubové hřídele, chladicí oběh a výfukový systém s tlumičem.

### Řada 110.9 (710 DB AG)

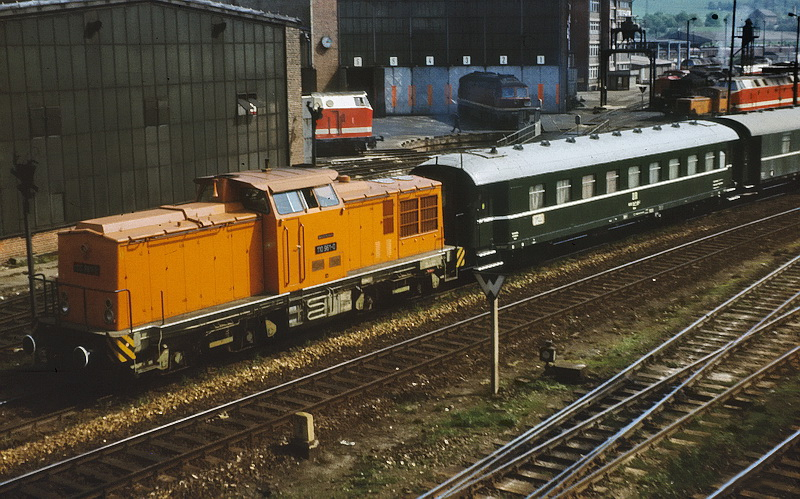
110 961 se stavebním vlakem – rok 1983 Saalfeld(S)

Pro DR bylo od roku 1981 postaveno 10 lokomotiv s motorem o výkonu 736 kW (1000 PS), které mají vyvedený náhon strojů z přední kapoty. Lokomotivy byly číslovány od 110 961 a používají se pro čističky štěrkového lože a vysoce výkonné sněhové frézy. Nebyly zařazeny do provozního stavu DR, ale pod pracoviště pro údržbu kolejového svršku. Po roce 1992 byly přeznačeny na řadu 710 a po roce 1994 prodány privátním dopravcům. Náhony strojů byly odstraněny.

### Řada 203 DB AG

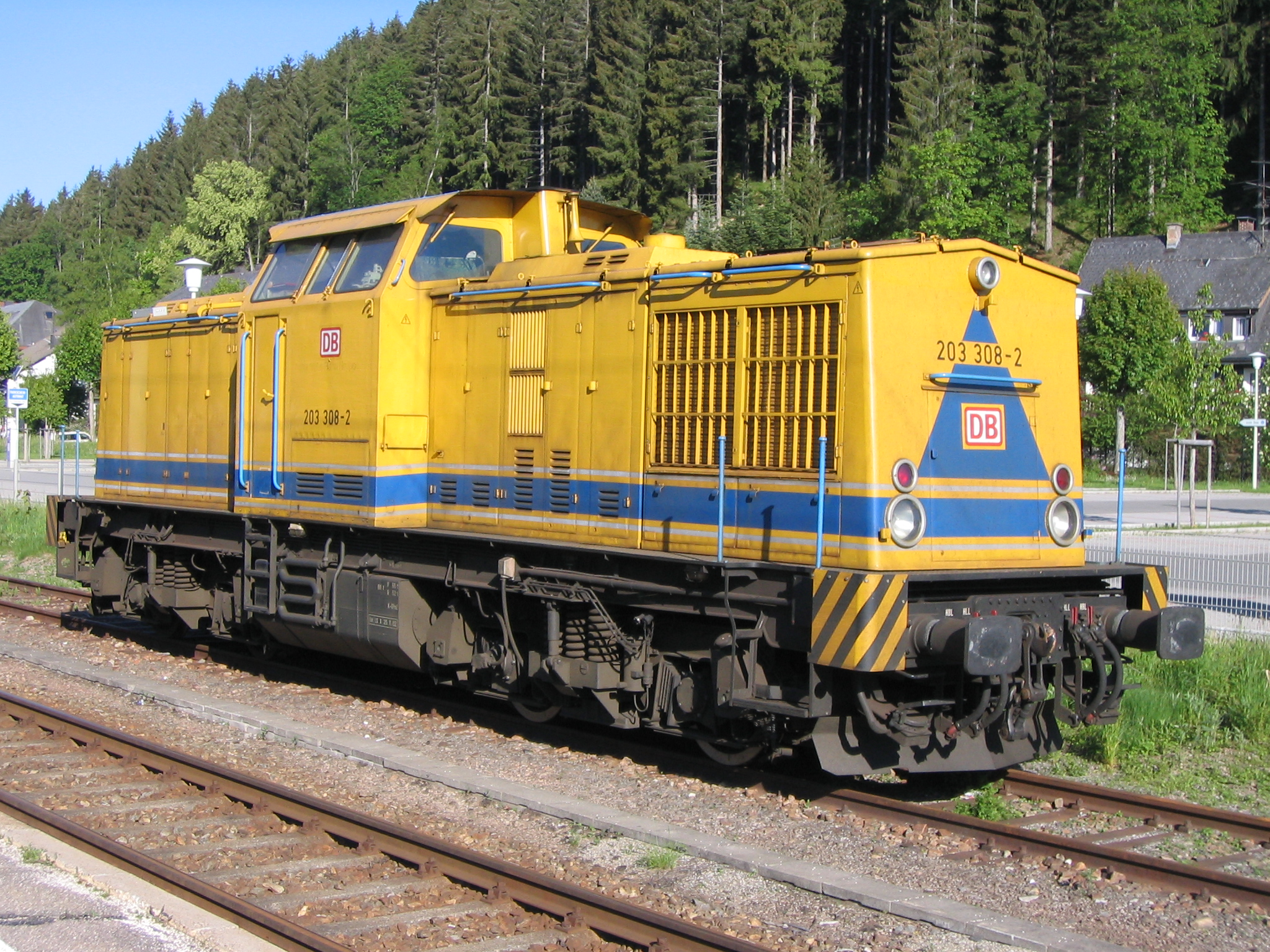
203 308 DB Netz

Řadou 203 jsou označeny rekonstruované lokomotivy řady 112, které jsou vybavovány motory Caterpillar nebo MTU o výkonu až 1 380 kW (1 877 PS). Přestavby se uskutečnily ve firmě Alstom Stendal (dříve železniční opravny Stendal). Lokomotivy mohou být prodány nebo pronajaty klasicky nebo na leasing. Na přání zákazníka mohou dostat nové nástavby nebo přídavné vybavení. U DB AG mělo tyto lokomotivy ve stavu kromě DB Netz i DB Regio jako pomocné lokomotivy. V současnosti jsou všechny lokomotivy DB AG typu V 100 odstaveny nebo prodány. U drah, které nepatří pod DB AG, počet lokomotiv řady 203 stále stoupá.

### Řada 199.8 (199.8 HSB)

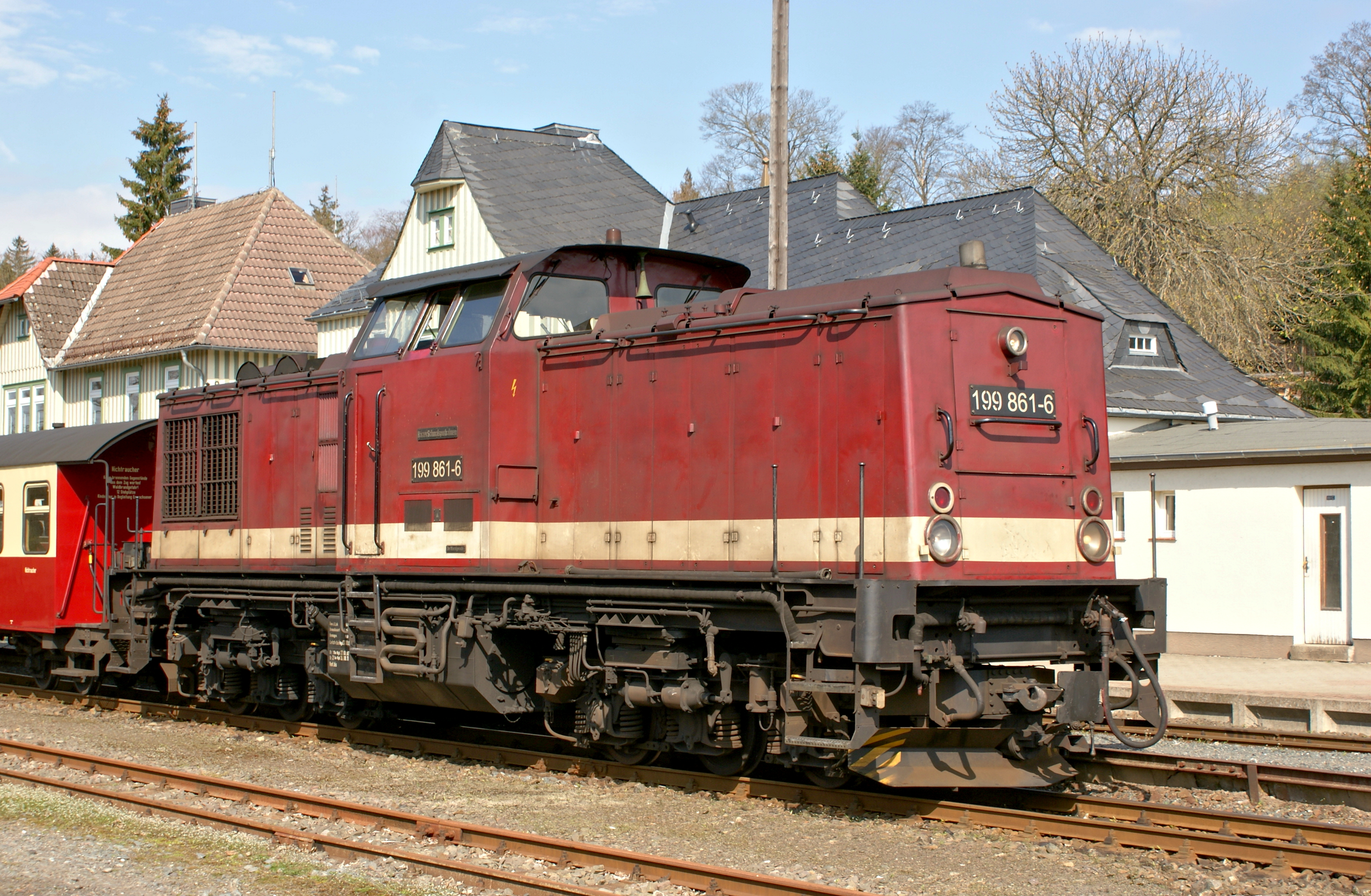
Šestinápravová 199.861 na Harzquerbahn

Pro nahrazení parních lokomotiv na úzkorozchodných drahách v Harzu bylo deset lokomotiv DR série V 100.2 s inventárními čísly 8xx (inventární čísla zůstala nezměněna) přestavěno na šestinápravové lokomotivy s metrovým rozchodem. Lokomotivy byly označeny řadou 199.8, celkem plánovaly DR přestavbu třiceti lokomotiv, ale v důsledku politických změn zůstalo u deseti strojů.
Lokomotivy známé pod přezdívkou Harzkamel nebo Rotes Kamel (Harcký nebo červený velbloud) připadly v roce 1993 nově založené společnosti Harzer Schmalspurbahn (Harcké úzkokolejné dráhy - HSB), některé z nich jsou dosud v provozu. Po roce 1992 byly označeny 299.110 až 299.119, tři z nich byly v roce 1998 modernizovány firmou Adtranz a další čtyři nadbytečné prodány a přestavěny zpět na normální rozchod.
Tři modernizované stroje byly vybaveny rádiovým dálkovým ovládáním, dvě z nich i klasickým spřahovacím a narážecím ústrojím pro tažení vozů na podvalnících (199.872 a 874), třetí (199.861) slouží v depu Wernigerode Westerntor. V zimě bývají všechny tři nasazeny na odklízení sněhu. Tři nemodernizované stroje (199.871, 877 a 892) byly pro nepotřebnost odstaveny.

## Export

### Čína
V návaznosti na 7. sérii bylo v letech 1974 - 1976 vyrobeno 59 lokomotiv pro Čínské vlečky. Lokomotivy byly vedeny jako typ V 100.2. Byly označeny řadou Ny a výrobní čísla 14083 - 14099, 14477 - 14496, 14652 - 14656 a 15204 - 15220 představovala zároveň inventární čísla. Od provedení DR se lišily především upravenými čelníky pro instalaci samočinného spřáhla typu Wilson (viz též Spřáhlo SA-3), kabely a zásuvkami vícečlenného řízení a mohutnými 500W reflektory nad čely kapot.
Dalších 171 lokomotiv typu V 100.3 se stejným řadovým označením bylo dodáno v letech 1977 - 1982. Lokomotivy byly upraveny pro provoz v obtížných klimatických podmínkách s teplotami -30 °C až +35 °C. Vytápěcí kotel byl nahrazen dvěma předehřívacími agregáty HETO 30, byly dosazeny vzduchem ovládané žaluzie chladicí soustavy, bylo upraveno sání motoru a kompresoru, instalováno výkonné naftové topení kabiny i kapot a elektrická palivová čerpadla. Byl využit větší čínský obrys pro vozidla, takže kabina i zábradlí na ochozech byly zvětšeny. Lokomotivy byly vybaveny brzdiči DAKO BS-2 a BP.

### Československo
V roce 1981 bylo vyrobeno 7 lokomotiv typu V 100.5 s náhonem pracovních strojů v čele přední kapoty. Byly označeny T 476.1001 až 007, později byly přeznačeny na řadu 745.6.

## Muzejní stroje
- V 100 003 - nejstarší zachovaný stroj této řady patří muzeu DB v Norimberku a je dlouhodobě pronajatý Spolku přátel Berlínsko-anhaltské dráhy ve Wittenbergu.[2] Má původní nátěr – krémový se zelenými pruhy.